# Analogy
Analogy è un gruppo di rock progressivo nato nel 1970 a Varese.

## Storia del gruppo
Le origini degli Analogy vanno fatte risalire al gruppo dei The Joice, fondato a Varese all'inizio del 1970 dai tedeschi Martin Thurn (trasferitosi in Italia per frequentare la Scuola Europea) alla chitarra, Hermann-Jürgen Nienhaus alla batteria, Jutta Nienhaus come cantante, oltre all'italiano Mauro Rattaggi al basso (i genitori dei quali lavoravano per il Centro Comune di Ricerca di Ispra), il tastierista di Arona Nicola Pankoff, e Wolfgang Schoene alla chitarra ritmica, aggiuntisi successivamente.
Il gruppo si esibì in numerosi concerti in Italia settentrionale e Svizzera, per poi firmare un contratto con Antonio Cagnola delle Produzioni Ventotto, con la quale nel 1971 produssero il 45 giri Sold out/God's own land. Per un errore di stampa, sulla copertina del disco il nome del gruppo venne riportato come Yoice, che venne in seguito mantenuto dalla band.
Nel 1972 Mauro Rattaggi lasciò il gruppo per fare il servizio militare e venne sostituito al basso da Wolfgang Schoene. Nel 1972 il gruppo iniziò a lavorare al loro primo LP con la produzione di Aldo Pagani, anche se questa collaborazione fu molto difficile. Dal titolo di uno dei brani ritenuti più rappresentativi dal gruppo, la band cambia nuovamente il proprio nome in Analogy, nome utilizzato anche come titolo dell'album.
Nel 1972 il gruppo partecipa al Festival Pop di Villa Pamphili a Roma ed accompagnano il cantautore Simon Luca al Cantagiro, ma, a seguito di tensioni interne, Nicola Pankoff lasciò il gruppo. Iniziano a lavorare ad una suite scritta da Martin Thurn e Wolfgang Schoene d'impostazione medievale/rinascimentale con testi in italiano, con alcuni brani presentati anche in alcuni loro concerti in Liguria, ma a causa del peggiorare dei rapporti con Cagnola e Pagani il contratto con la Produzioni Ventotto viene rescisso e l'opera non venne pubblicata.
Su indicazione di Aldo Pagani, il gruppo si arricchisce del flautista Rocco Abate, acquisisce un contratto con la Trident, partecipò ad importanti concerti come il Be-In a Napoli, ma per una serie di difficoltà il gruppo si sciolse alla fine del 1973.
Jutta Taylor-Nienhaus e Martin Thurn-Mithoff si trasferirono in Inghilterra, dove formarono nel 1975 il gruppo degli Earthbound, sciolti nel 1979, e registrarono nel 1980 la suite composta nel 1973, poi pubblicata nel 1993 a nome degli Analogy.
Nel 2012 dopo diversi anni si riuniscono con una nuova formazione, che vede la voce storica di Jutta Taylor, le chitarre di Martin Thurn mithoff, una doppia presenza bassistica, ovvero Mauro Rattaggi, Richard Brett, alla batteria Scott Hunter e alle tastiere la partecipazione di Roberto Carlotto (Aka Hunka munka). Il nuovo esordio si è svolto il 14 aprile 2012, con una data zero svoltosi a Lamezia Terme.
Nel corso del 2018 Martin Thurn-Mithoff e Jutta Taylor-Nienhaus scompaiono a distanza di pochi mesi l'uno dall'altra, rispettivamente il 7 aprile e il 10 dicembre.

## Formazione
- Jutta Taylor-Nienhaus: voce
- Martin Thurn-Mithoff: chitarra
- Mauro Rattaggi: Basso
- Nicola Pankoff: tastiere
- Wolfgang Schoene: Chitarra/basso
- Hans Jürgen Nienhaus: batteria

Dal 2012 Analogy feat. Earthbound e hunka munka
- Jutta Taylor-Nienhaus: Voce
- Martin Thurn-Mithoff: chitarra / Voce
- Mauro Rattaggi: Basso
- Richard Brett: Basso
- Scott Hunter: Drum
- Roberto Carlotto(Hunka munka): Tastiere/Voce

## Discografia

### Singoli
- 1971: Sold out/God's own land (Produzioni Ventotto)

### Album
- 1972: Analogy
- 1993: The suite
- 1996: 25 Years Later
- 2010: The Complete Works
- 2013: Konzert